# Synanthedon

Synanthedon är ett släkte av fjärilar som beskrevs av Jacob Hübner 1819. Synanthedon ingår i familjen glasvingar, Sesiidae.

## Dottertaxa tillSynanthedon, i alfabetisk ordning[1][2]
- Synanthedon acerni (Clemens, 1860)
- Synanthedon acerrubri Engelhardt, 1925
- Synanthedon aequalis (Walker, [1865])
- Synanthedon albicornis (Edwards, 1881)
- Synanthedon alenicum (Strand, [1913])
- Synanthedon alleri (Engelhardt, 1946)
- Synanthedon altaica Gorbunov, 2018
- Synanthedon andrenaeformis (Laspeyres, 1801), Olvonglasvinge
  - Synanthedon andrenaeformis andrenaeformis (Laspeyres, 1801)
  - Synanthedon andrenaeformis tenuicingulata Špatenka, 1997
- Synanthedon angolana de Freina, 2013
- Synanthedon anisozona (Meyrick, 1918)
- Synanthedon apicalis (Walker, [1865])
- Synanthedon arctica (Beutenmüller, 1900)
- Synanthedon arizonensis (Beutenmüller, 1916)
- Synanthedon arkansasensis Duckworth & Eichlin, 1973
- Synanthedon astyarcha (Meyrick, 1930)
- Synanthedon aulograpta (Meyrick, 1934)
- Synanthedon aurania (Druce, 1899)
- Synanthedon auripes (Hampson, 1910)
- Synanthedon auritincta (Wileman & South, 1918)
- Synanthedon auritinctaoidis Liang & Hsu, 2019
- Synanthedon aurivillii (Lampa, 1883), Fjällglasvinge
- Synanthedon bastak Gorbunov & Koshkin, 2023
- Synanthedon bellatula Wang & Yang, 2002
- Synanthedon beutenmuelleri Heppner & Duckworth, 1981
- Synanthedon bibionipennis (Boisduval, 1869)
- Synanthedon bicingulata (Staudinger, 1887)
- Synanthedon bifenestrata Gaede, 1929
- Synanthedon bolteri (Edwards, 1883)
- Synanthedon bosqi Köhler, 1941
- Synanthedon caeruleifascia (Rothschild, 1911)
- Synanthedon calamis (Druce, 1899)
- Synanthedon canadensis Duckworth & Eichlin, 1973
- Synanthedon cardinalis (Dampf, 1930)
- Synanthedon castaneae (Busck, 1913)
- Synanthedon castanevora Yang & Wang, 1989
- Synanthedon caternaulti Strand, 1925
- Synanthedon caucasicum Gorbunov, 1986
- Synanthedon cephiformis (Ochsenheimer, 1808)
- Synanthedon ceraunus Liang & Hsu, 2015
- Synanthedon cerceriformis (Walker, 1856)
- Synanthedon ceres (Druce, 1883)
- Synanthedon cerskisi Gorbunov, 1994
- Synanthedon cerulipes (Hampson, 1900)
- Synanthedon chalybea (Walker, 1862)
- Synanthedon chlorothyris (Meyrick, 1935)
- Synanthedon chrysidipennis (Boisduval, 1869)
- Synanthedon chrysonympha (Meyrick, 1932)
- Synanthedon cingulata Gaede, 1929
- Synanthedon cinnamomumvora Wang & Yang, 2002
- Synanthedon cirrhozona Diakonoff, [1968]
- Synanthedon citrura (Meyrick, 1927)
- Synanthedon codeti (Oberthür, 1881)
- Synanthedon colchidensis Špatenka & Gorbunov, 1992
- Synanthedon commoni (Duckworth & Eichlin, 1974)
- Synanthedon concavifascia Le Cerf, 1916
- Synanthedon conopiformis (Esper, [1782])
- Synanthedon cruciati Bettag & Bläsius, 2002
- Synanthedon cubana (Herrich-Schäffer, 1866)
- Synanthedon culiciformis (Linnaeus, 1758), Mygglasvinge
- Synanthedon cyanescens (Hampson, 1910)
- Synanthedon dasyproctos (Zukowsky, 1936)
- Synanthedon decipiens (Edwards, 1881)
- Synanthedon dominicki Duckworth & Eichlin, 1973
- Synanthedon drucei Heppner & Duckworth, 1981
- Synanthedon elaeagnus Zheng, Zhan & Yang, 2022
- Synanthedon elymais (Druce, 1899)
- Synanthedon erythrogama (Meyrick, 1934)
- Synanthedon esperi Špatenka & Arita, 1992
- Synanthedon ethiopica (Hampson, 1919)
- Synanthedon exitiosa (Say, 1823)
- Synanthedon fatifera Hodges, 1963
- Synanthedon ferox (Meyrick, 1929)
- Synanthedon flavicaudata (Moore, [1887])
- Synanthedon flavicincta (Hampson, [1893])
- Synanthedon flavipalpus (Hampson, [1893])
- Synanthedon flavipectus (Hampson, 1910)
- Synanthedon flaviventris (Staudinger, 1883), Krypvideglasvinge
- Synanthedon flavostigma Zukowsky, 1936
- Synanthedon formicaeformis (Esper, [1783]), Myrlik glasvinge
- Synanthedon fukuzumii Špatenka & Arita, 1992
- Synanthedon fulvipes (Harris, 1839)
- Synanthedon gabuna (Beutenmüller, 1899)
- Synanthedon geliformis (Walker, 1856)
- Synanthedon geranii Kallies, 1997
- Synanthedon glyptaeformis (Walker, 1856)
- Synanthedon gracilis (Hampson, 1910)
- Synanthedon guineabia (Strand, [1913])
- Synanthedon haitangvora Yang, 1977
- Synanthedon halmyris (Druce, 1889)
- Synanthedon hector (Butler, 1878)
- Synanthedon heilongjiangana Zhang, 1987
- Synanthedon hela (Druce, 1889)
- Synanthedon helenis (Engelhardt, 1946)
- Synanthedon hemigymna Zukowsky, 1936
- Synanthedon hermione (Druce, 1889)
- Synanthedon herzi Špatenka & Gorbunov, 1992
- Synanthedon hippolyte (Druce, 1889)
- Synanthedon hippophae Xu, 1997
- Synanthedon hongye Yang, 1977
- Synanthedon howqua (Moore, 1877)
- Synanthedon hunanensis Xu & Liu, 1992
- Synanthedon ignifera (Hampson, [1893])
- Synanthedon iris Le Cerf, 1916
- Synanthedon javanus Le Cerf, 1916
- Synanthedon kathyae Duckworth & Eichlin, 1977
- Synanthedon kunmingensis Yang & Wang, 1989
- Synanthedon laticincta (Burmeister, 1878)
- Synanthedon laticivora (Meyrick, 1927)
- Synanthedon lecerfi Heppner & Duckworth, 1981
- Synanthedon lemoulti Zukowsky, 1936
- Synanthedon leucogaster (Hampson, 1919)
- Synanthedon loranthi (Králícek, 1966)
- Synanthedon maculiventris Le Cerf, 1916
- Synanthedon magnoliae Xu & Jin, 2019
- Synanthedon malimba (Beutenmüller, 1899)
- Synanthedon mardia (Druce, 1892)
- Synanthedon martenii Zukowsky, 1936
- Synanthedon martjanovi Sheljuzhko, 1918
- Synanthedon melliniformis (Laspeyres, 1801)
- Synanthedon mellinipennis (Boisduval, 1836)
- Synanthedon menglaensis Yang & Wang, 1989
- Synanthedon mesiaeformis (Herrich-Schäffer, [1846]), Alglasvinge
- Synanthedon mesochoriformis (Walker, 1856)
- Synanthedon minplebia Wang & Yang, 2002
- Synanthedon modesta (Butler, 1874)
- Synanthedon moganensis Yang & Wang, 1992
- Synanthedon monozona (Hampson, 1910)
- Synanthedon moupinicola Strand, 1925
- Synanthedon multitarsus Špatenka & Arita, 1992
- Synanthedon myopaeformis (Borkhausen, 1789), Äppelglasvinge
  - Synanthedon myopaeformis cruentata (Mann, 1859)
  - Synanthedon myopaeformis graeca (Staudinger, 1870)
  - Synanthedon myopaeformis luctuosa (Lederer, 1853)
  - Synanthedon myopaeformis myopaeformis (Borkhausen, 1789)
  - Synanthedon myopaeformis typhiaeformis (Borkhausen, 1789)
- Synanthedon myrmosaepennis (Walker, 1856)
- Synanthedon nannion Bryk, 1953
- Synanthedon nashivora Naka & Yano, 2019
- Synanthedon nautica (Meyrick, 1932)
- Synanthedon neotropica Heppner & Duckworth, 1981
- Synanthedon novaroensis (Edwards, 1881)
- Synanthedon nyanga (Beutenmüller, 1899)
- Synanthedon ochracea (Walker, [1865])
- Synanthedon olenda (Beutenmüller, 1899)
- Synanthedon opiiformis (Walker, 1856)
- Synanthedon orientalis Heppner & Duckworth, 1981
- Synanthedon pamphyla Kallies, 2003
- Synanthedon pauper (Le Cerf, 1916)
- Synanthedon peltastiformis (Walker, 1856)
- Synanthedon peltata (Meyrick, 1932)
- Synanthedon peruviana (Rothschild, 1911)
- Synanthedon phaedrostoma (Meyrick, 1934)
- Synanthedon phoenix Liang & Hsu, 2015
- Synanthedon pictipes (Grote & Robinson, 1868)
- Synanthedon pini (Kellicott, 1881)
- Synanthedon plagiophleps Zukowsky, 1936
- Synanthedon platyuriformis (Walker, 1856)
- Synanthedon polaris (Staudinger, 1877), Högnordisk glasvinge
- Synanthedon polygoni (Edwards, 1881)
- Synanthedon producta (Matsumura, 1931)
- Synanthedon proserpina (Druce, 1883)
- Synanthedon proxima (Edwards, 1881)
- Synanthedon pseudoscoliaeforme Špatenka & Arita, 1992
- Synanthedon pulchripennis (Walker, [1865])
- Synanthedon pyri (Harris, 1830)
- Synanthedon pyrodisca (Hampson, 1910)
- Synanthedon quercus (Matsumura, 1911)
- Synanthedon refulgens (Edwards, 1881)
- Synanthedon resplendens (Edwards, 1881)
- Synanthedon rhodia (Druce, 1899)
- Synanthedon rhododendri (Beutenmüller, 1909)
- Synanthedon rhodothictis (Meyrick, 1918)
- Synanthedon rhyssaeformis (Walker, 1856)
- Synanthedon richardsi (Engelhardt, 1946)
- Synanthedon rileyana (Edwards, 1881)
- Synanthedon romani Bryk, 1953
- Synanthedon rubiana Kallies, Petersen & Riefenstahl, 1998
- Synanthedon rubrocingulata Toševski, 2011
- Synanthedon rubrofascia (Edwards, 1881)
- Synanthedon santanna (Kaye, 1925)
- Synanthedon sapygaeformis (Walker, 1856)
- Synanthedon sassafras Xu, 1997
- Synanthedon saxifragae (Edwards, 1881)
- Synanthedon scarabitis (Meyrick, 1921)
- Synanthedon sciophilaeformis (Walker, 1856)
- Synanthedon scitula (Harris, 1839)
- Synanthedon scoliaeformis (Borkhausen, 1789), Dolkstekelsglasvinge
  - Synanthedon scoliaeformis japonicum Špatenka & Arita, 1992
  - Synanthedon scoliaeformis scoliaeformis (Borkhausen, 1789)
- Synanthedon scythropa Zukowsky, 1936
- Synanthedon sellustiformis (Druce, 1883)
- Synanthedon sequoiae (Edwards, 1881)
- Synanthedon serica (Alpheraky, 1882)
- Synanthedon sigmoidea (Beutenmüller, 1897)
- Synanthedon simois (Druce, 1899)
- Synanthedon sodalis Püngeler, 1912
- Synanthedon soffneri Špatenka, 1983, Tryglasvinge
- Synanthedon spatenkai Gorbunov, 1991
- Synanthedon spheciformis ([Denis & Schiffermüller], 1775), Rovstekelsglasvinge
- Synanthedon sphenodes Diakonoff, [1968]
- Synanthedon spuleri (Fuchs, 1908)
- Synanthedon squamata (Gaede, 1929)
- Synanthedon stenothyris (Meyrick, 1933)
- Synanthedon stomoxiformis (Hübner, 1790)
  - Synanthedon stomoxiformis amasina (Staudinger, 1856)
  - Synanthedon stomoxiformis levantina de Freina & Lingenhöle, 2000
  - Synanthedon stomoxiformis riefenstahli Špatenka, 1997
  - Synanthedon stomoxiformis stomoxiformis (Hübner, 1790)
- Synanthedon suhua Liang & Hsu, 2022
- Synanthedon suichangana Xu & Jin, 1998
- Synanthedon syriaca Špatenka, 2001
- Synanthedon talischensis (Bartel, 1906)
- Synanthedon tapeina (Hampson, 1919)
- Synanthedon tenuis (Butler, 1878)
- Synanthedon tenuiventris Le Cerf, 1916
- Synanthedon tetranoma (Meyrick, 1932)
- Synanthedon theryi Le Cerf, 1916
- Synanthedon tipuliformis (Clerck, 1759), Vinbärsglasvinge
- Synanthedon tosevskii Špatenka, 1987
- Synanthedon trithyris (Meyrick, 1926)
- Synanthedon tryphoniformis (Walker, 1856)
- Synanthedon ulmicola Yang & Wang, 1989
- Synanthedon unocingulata Bartel, 1912
- Synanthedon uralensis (Bartel, 1906)
- Synanthedon uranauges (Meyrick, 1926)
- Synanthedon velox (Fixsen, 1887)
- Synanthedon ventralis (Druce, 1911)
- Synanthedon versicolor Le Cerf, 1916
- Synanthedon vespiformis (Linnaeus, [1760]), Ekglasvinge
- Synanthedon viburni Engelhardt, 1925
- Synanthedon xanthonympha (Meyrick, 1921)
- Synanthedon xanthopasta (Hampson, 1919)
- Synanthedon xanthopyga (Aurivillius, 1905)
- Synanthedon xanthosoma (Hampson, [1893])
- Synanthedon xanthozonatum (Hampson, 1895)
- Synanthedon yanoi Špatenka & Arita, 1992

## Bildgalleri

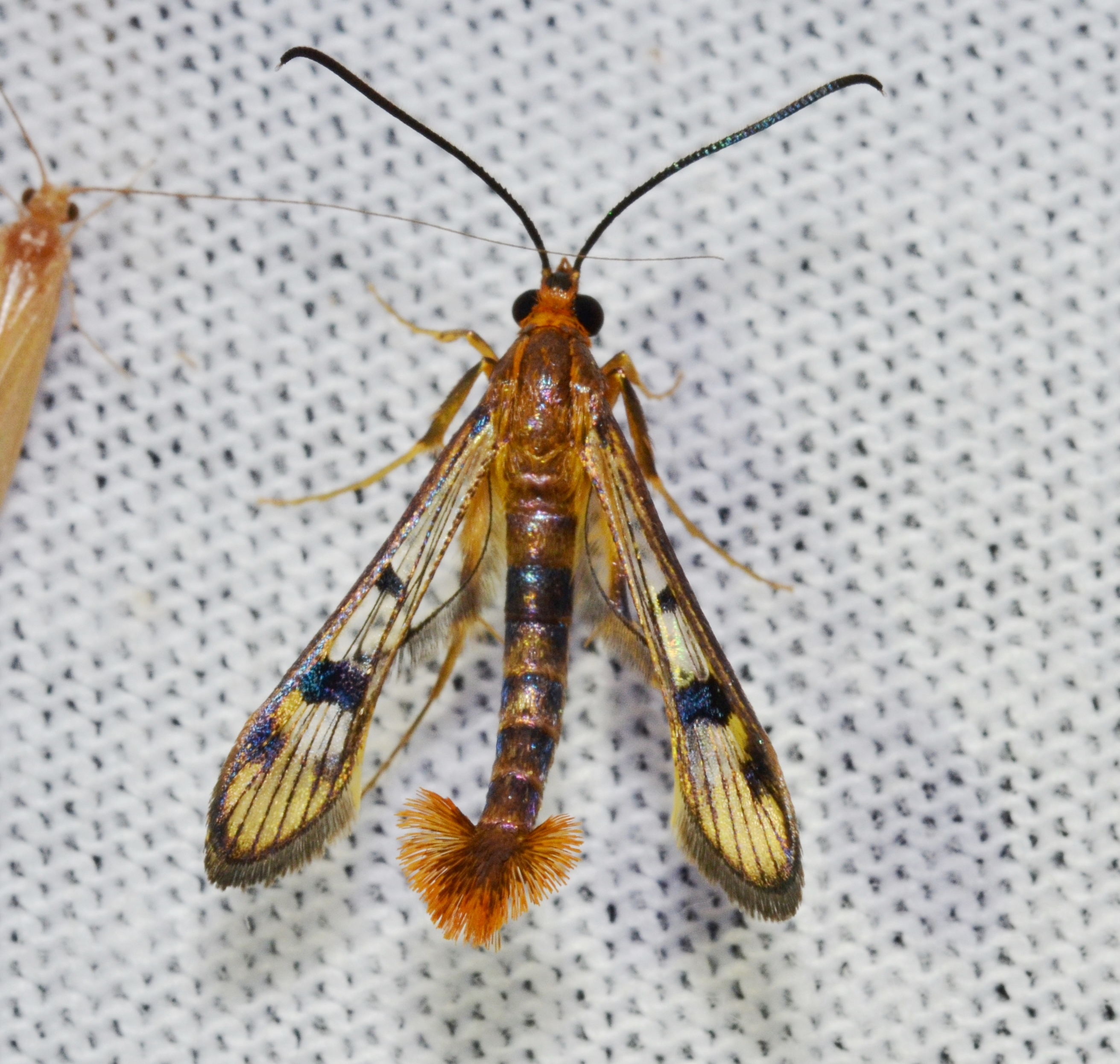
Synanthedon acerni
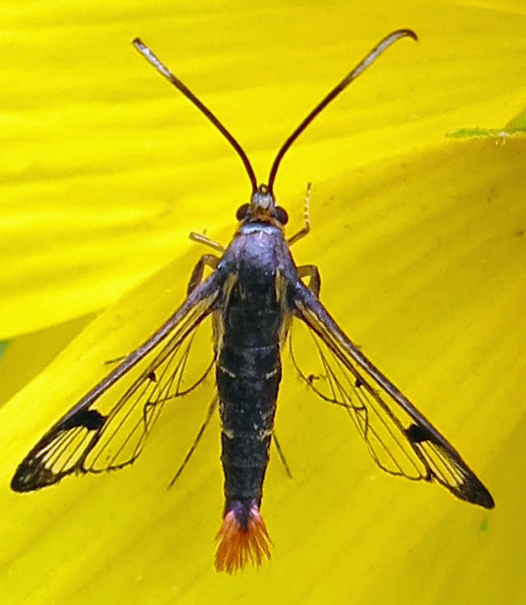
Synanthedon acerrubri
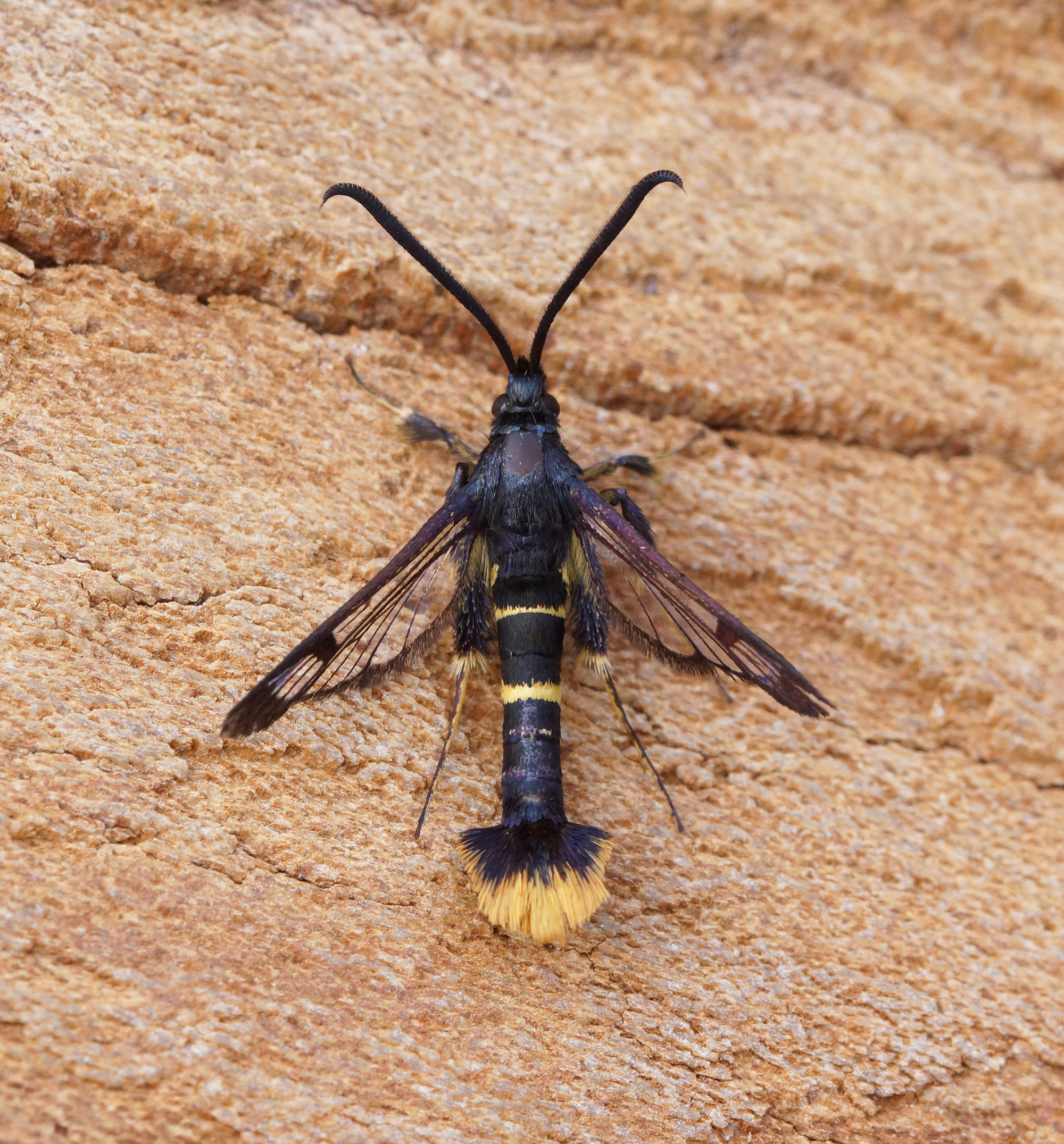
Olvonglasvinge, Synanthedon andrenaeformis
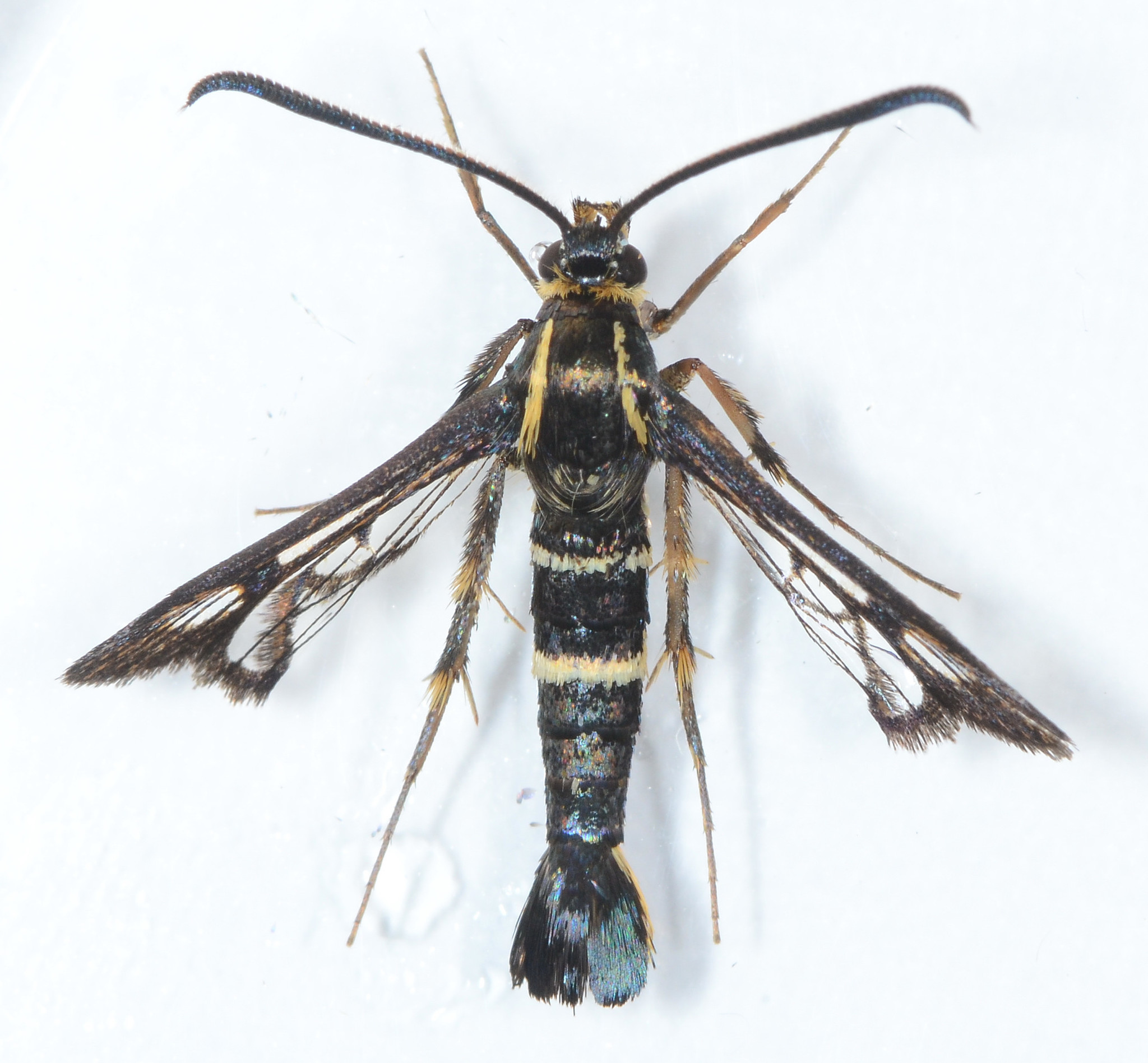
Synanthedon bibionipennis
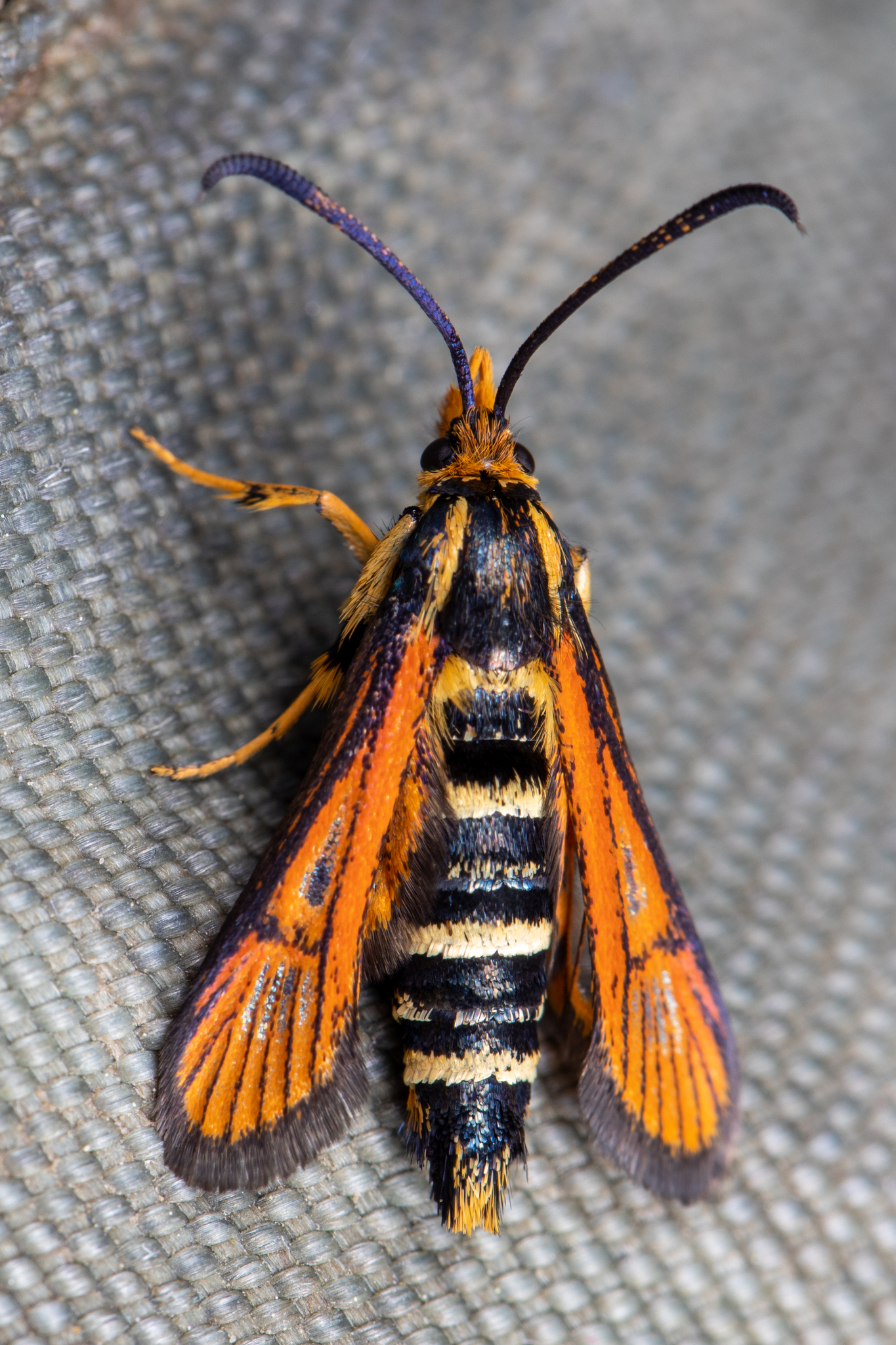
Synanthedon chrysidipennis
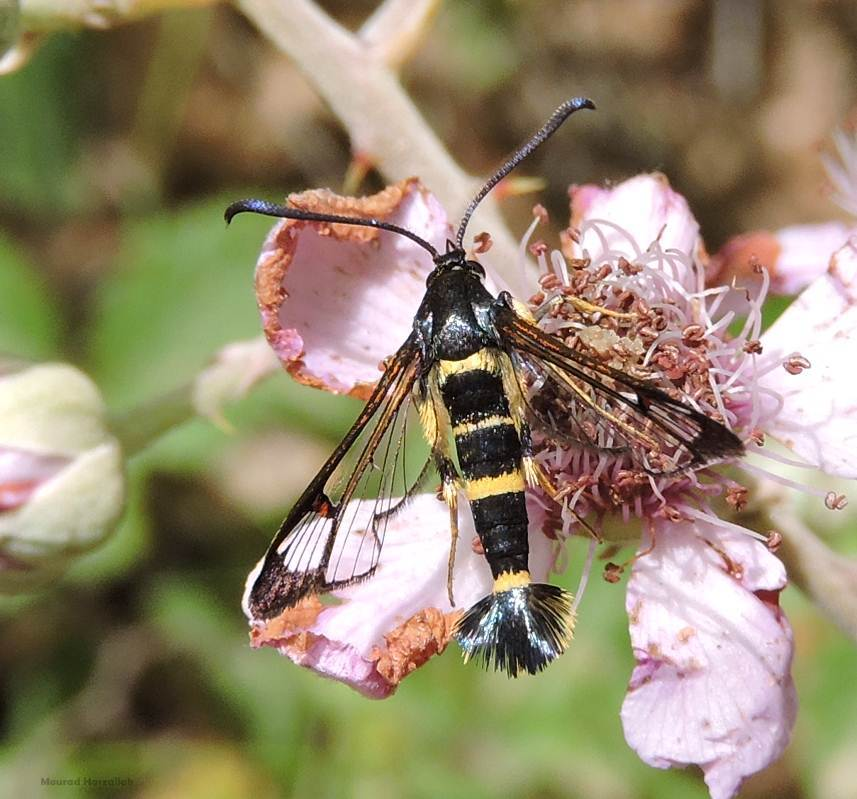
Synanthedon codeti
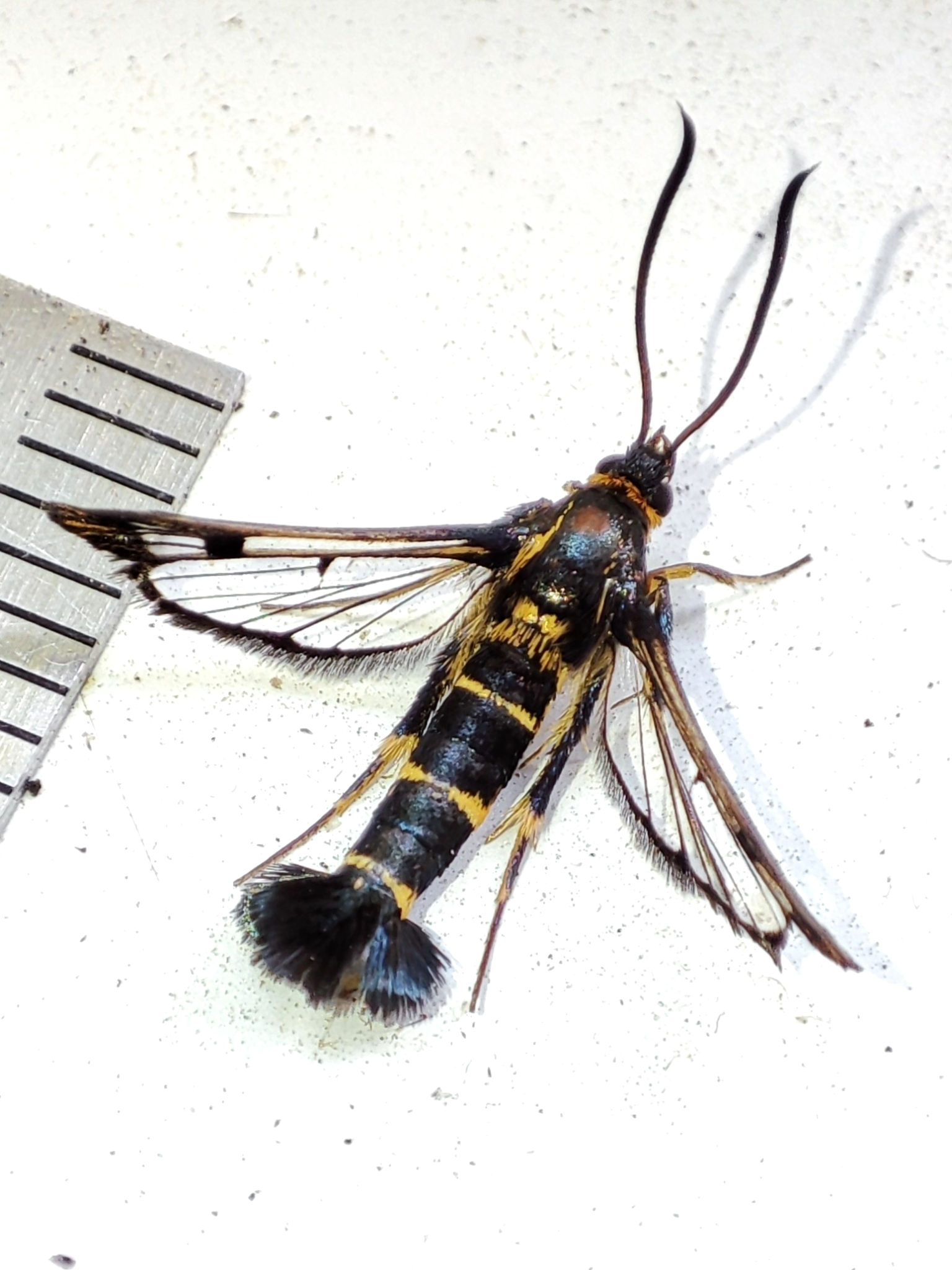
Synanthedon conopiformis
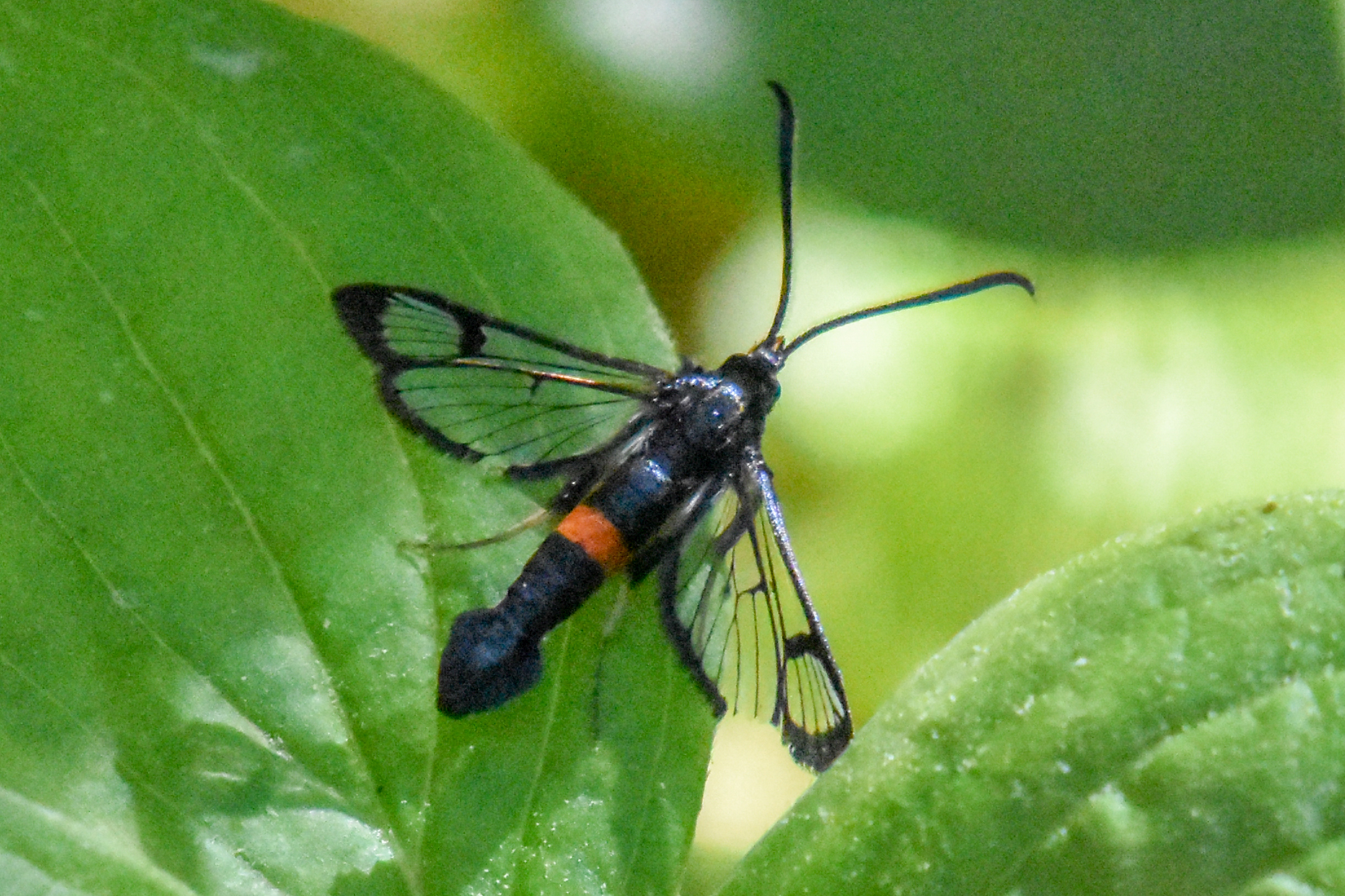
Mygglasvinge, Synanthedon culiciformis
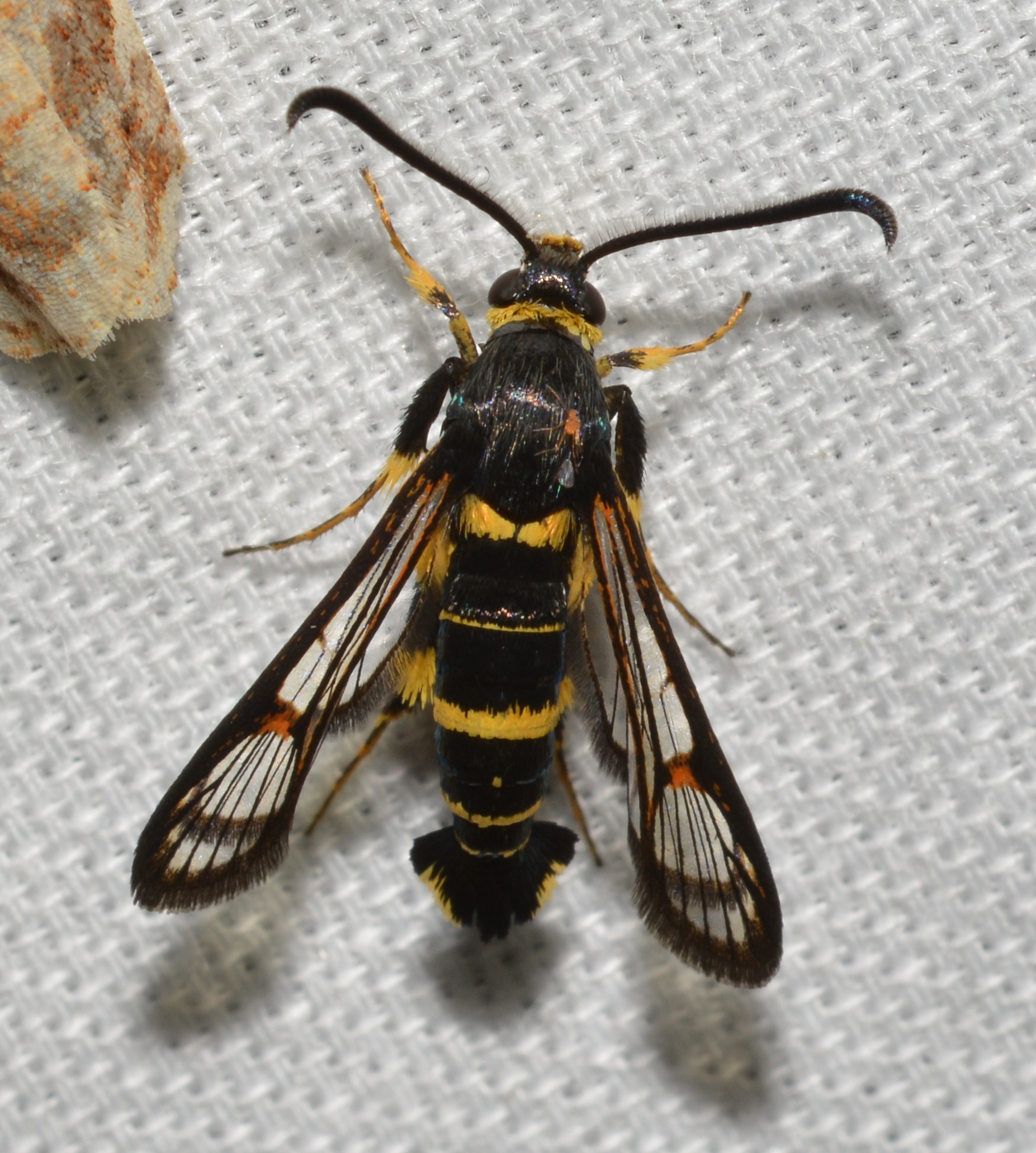
Synanthedon decipiens
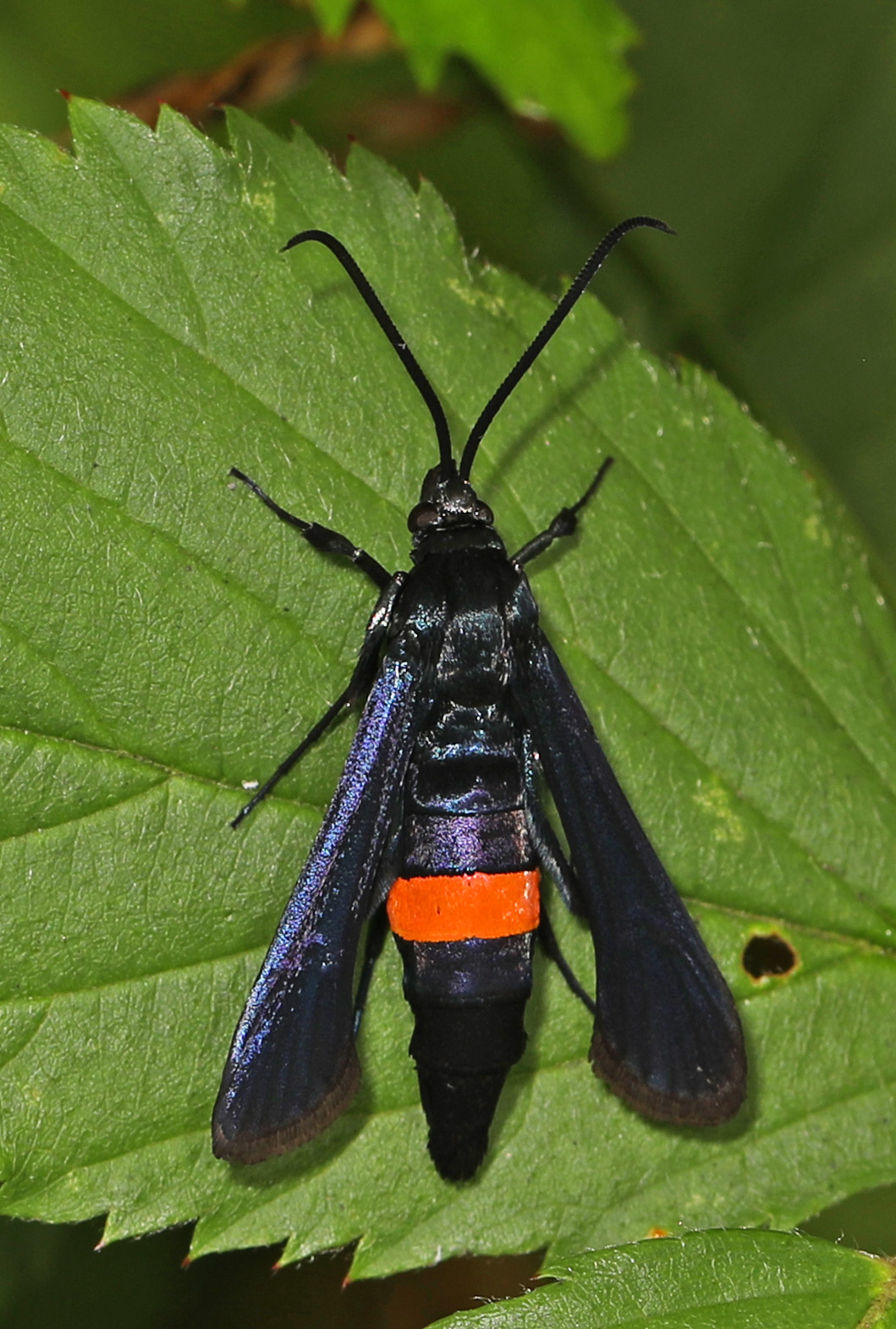
Synanthedon exitiosa
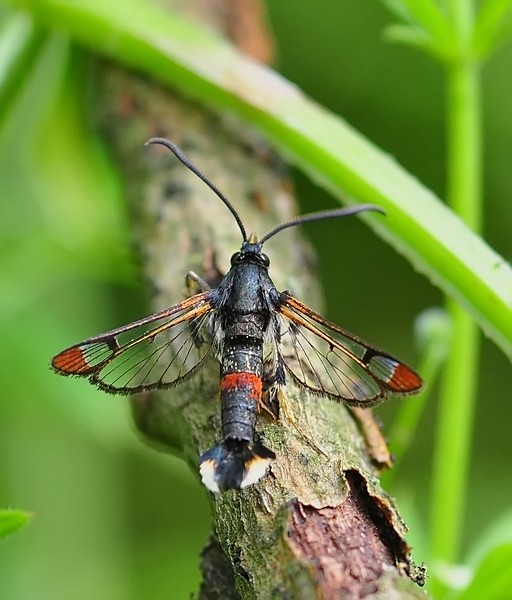
Myrlik glasvinge, Synanthedon formicaeformis
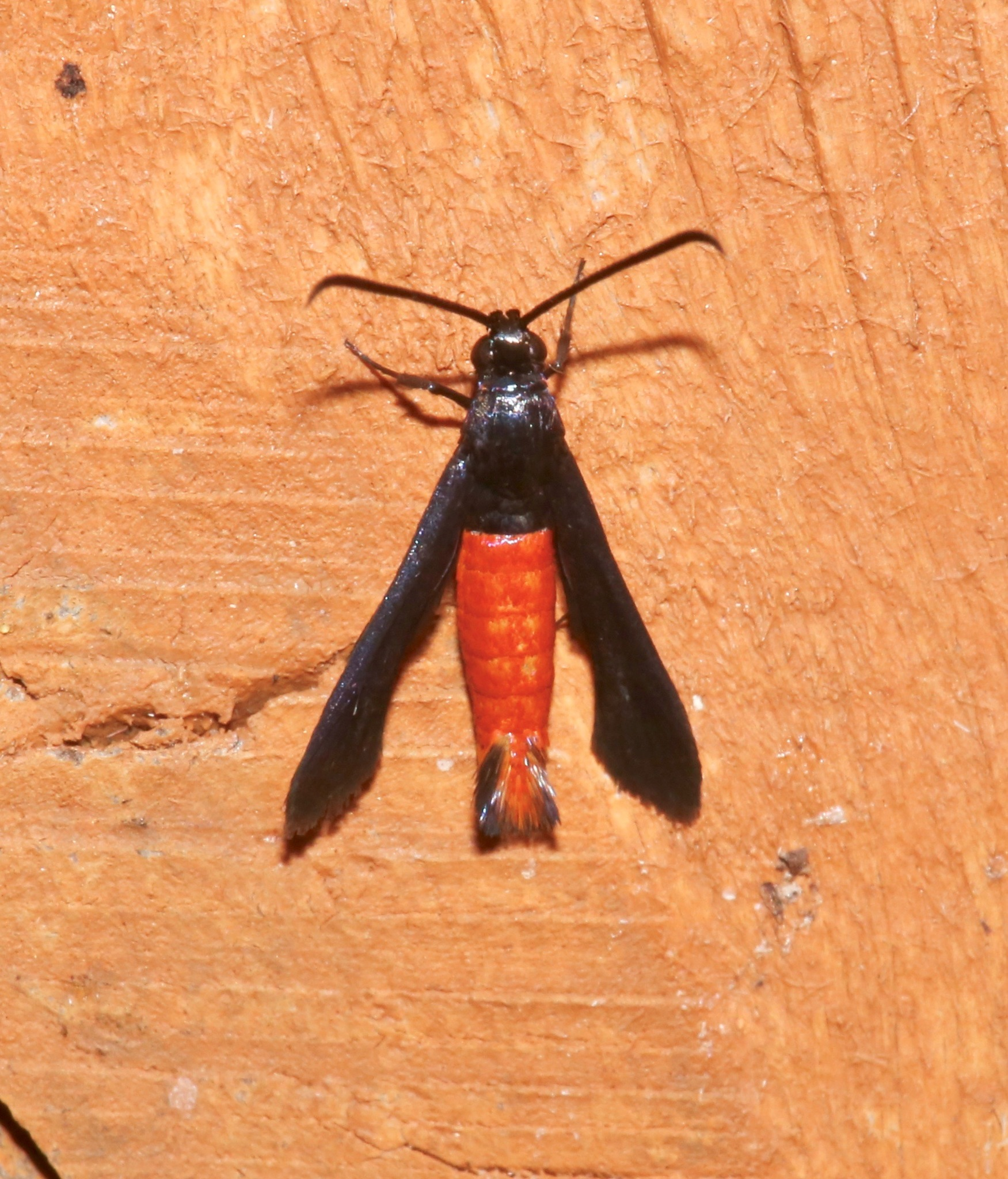
Synanthedon geliformis
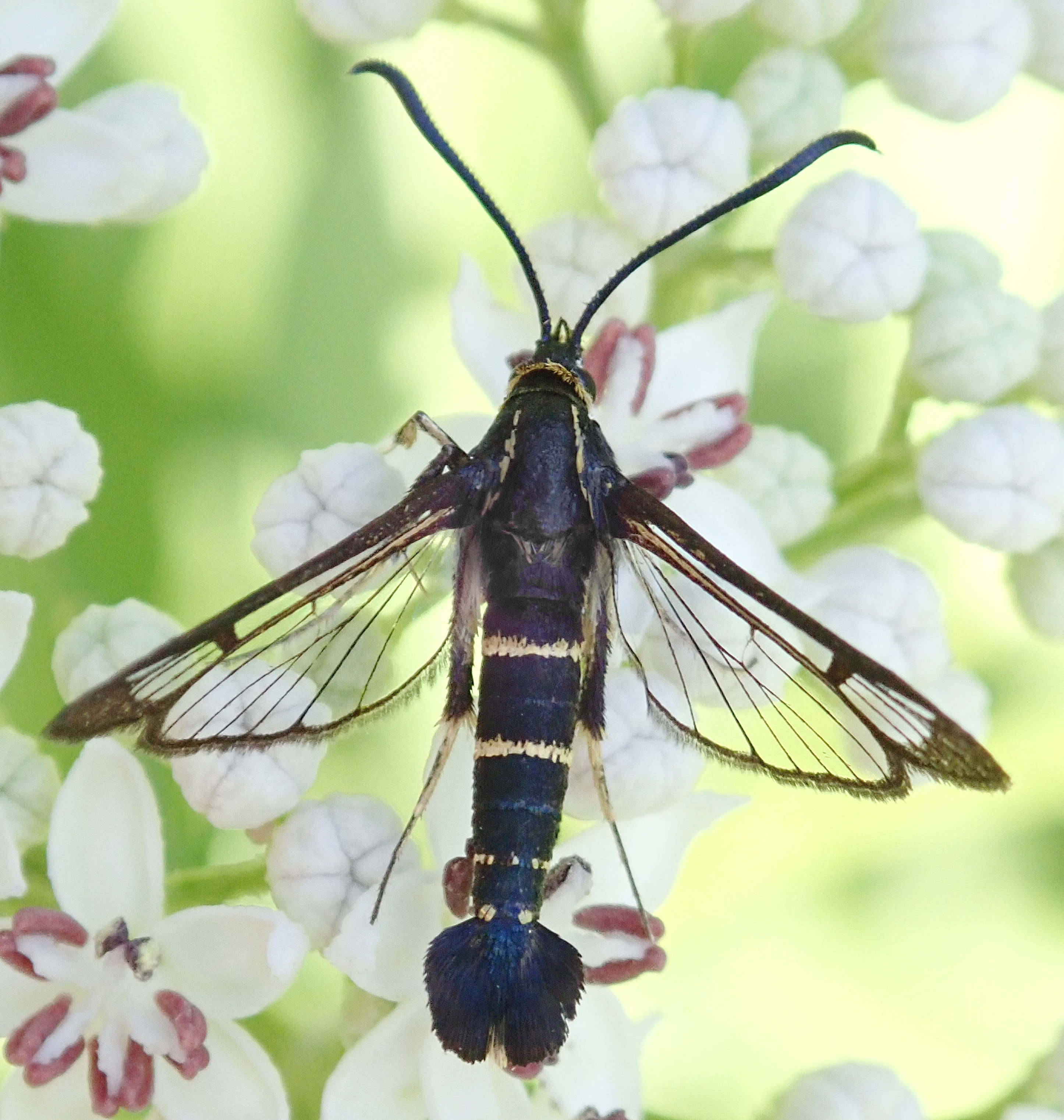
Synanthedon loranthi
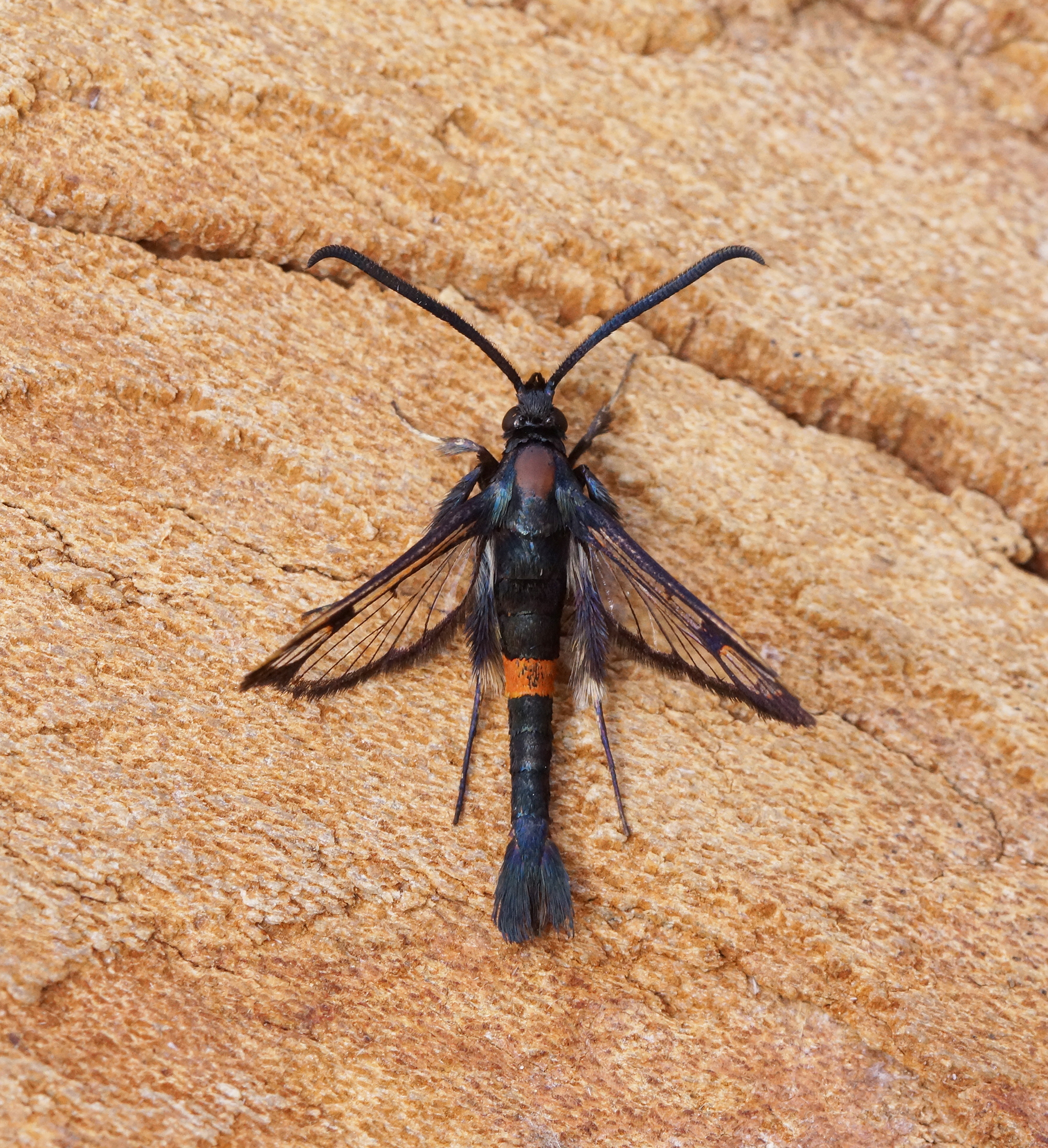
Äppelglasvinge Synanthedon myopaeformis
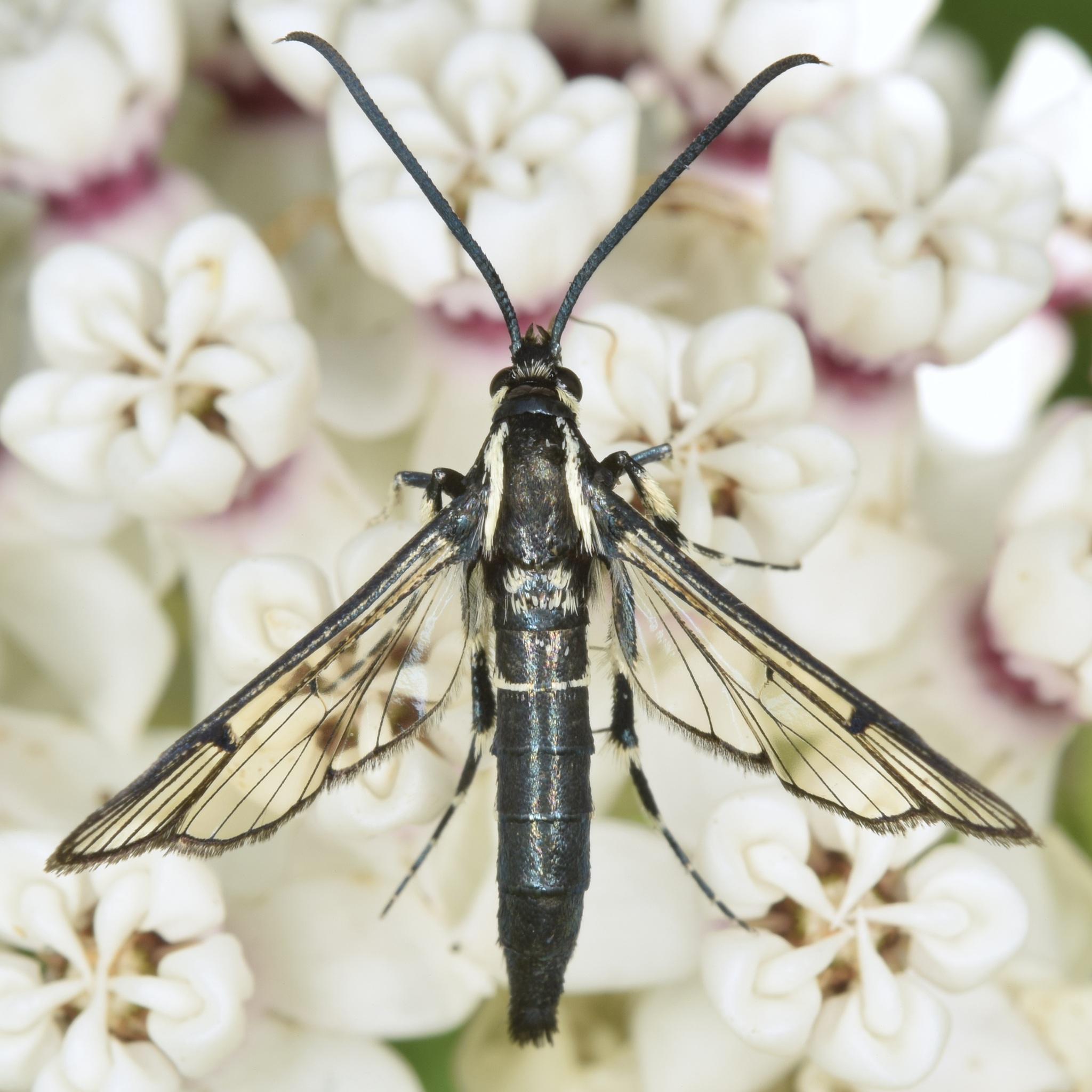
Synanthedon pictipes
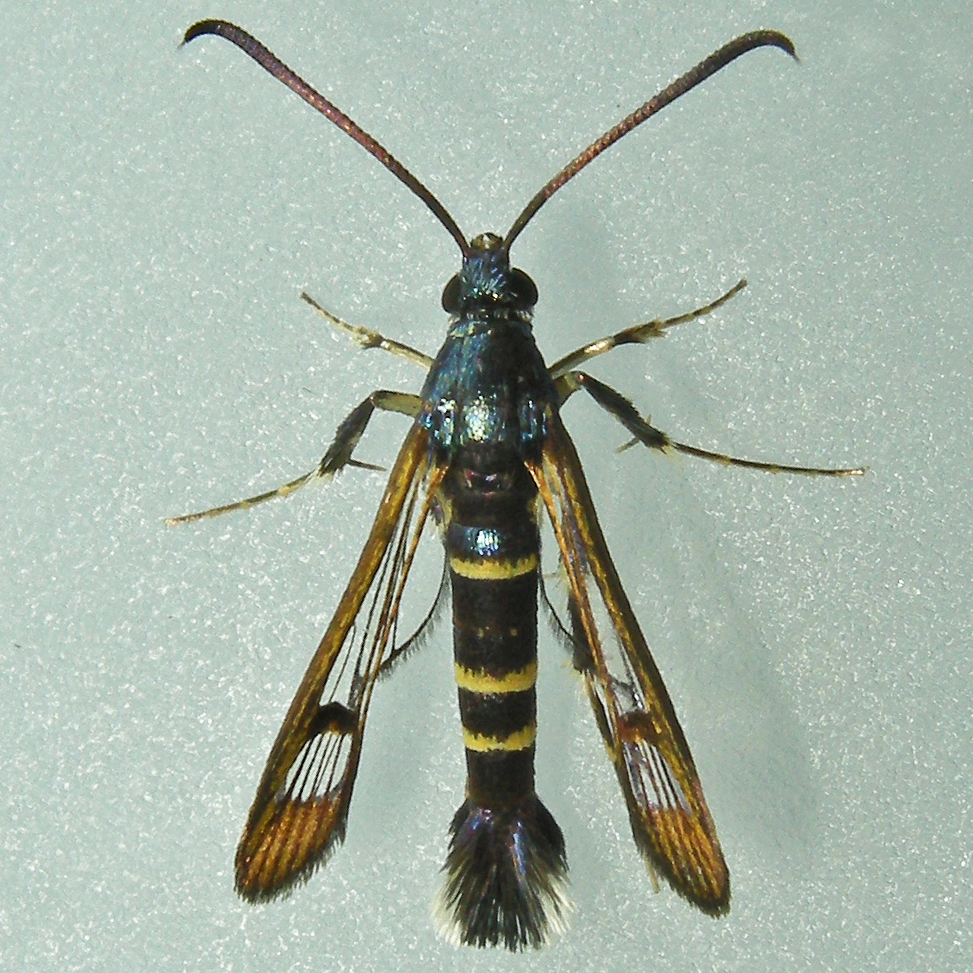
Synanthedon rhododendri
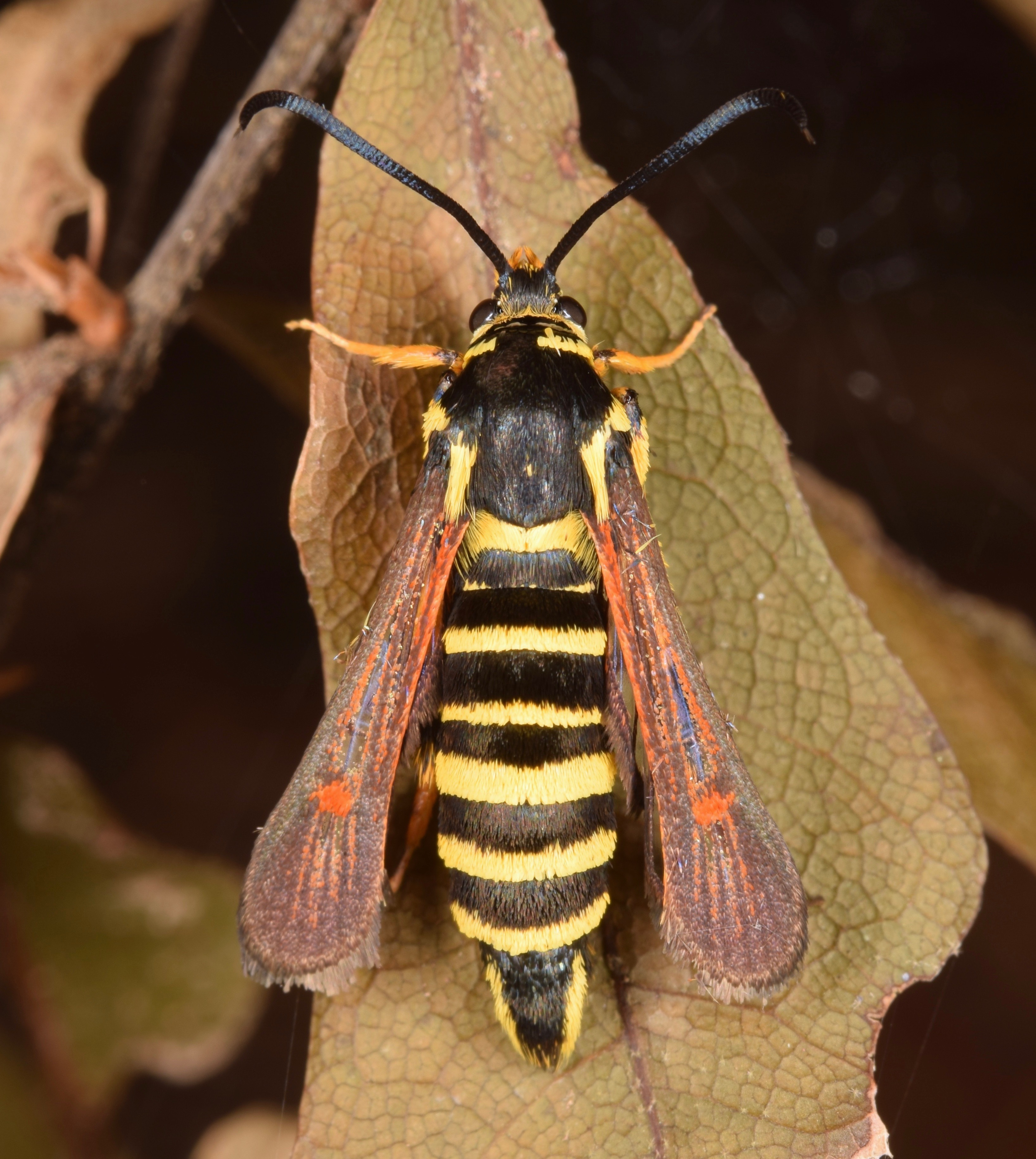
Synanthedon rileyana
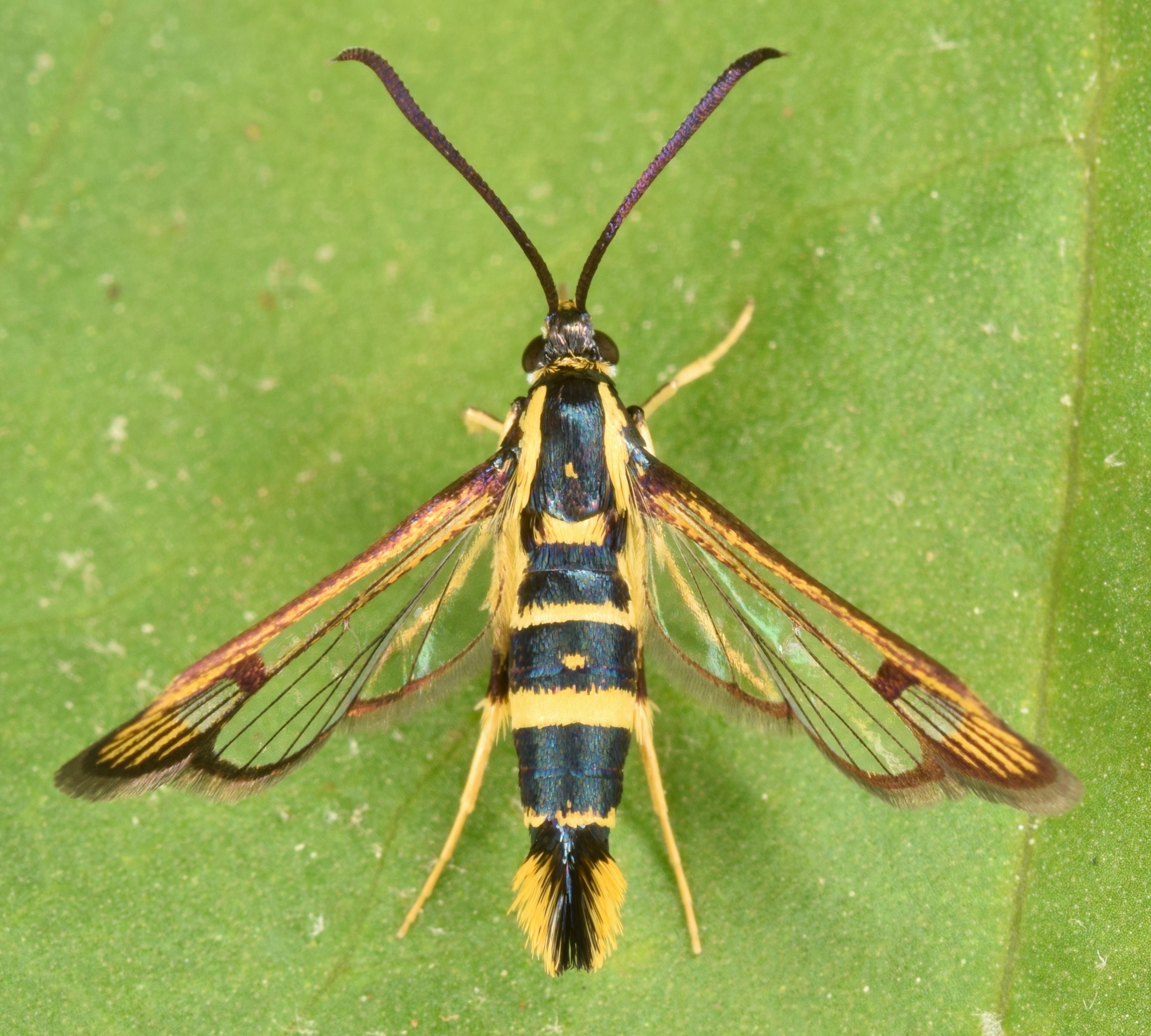
Synanthedon scitula
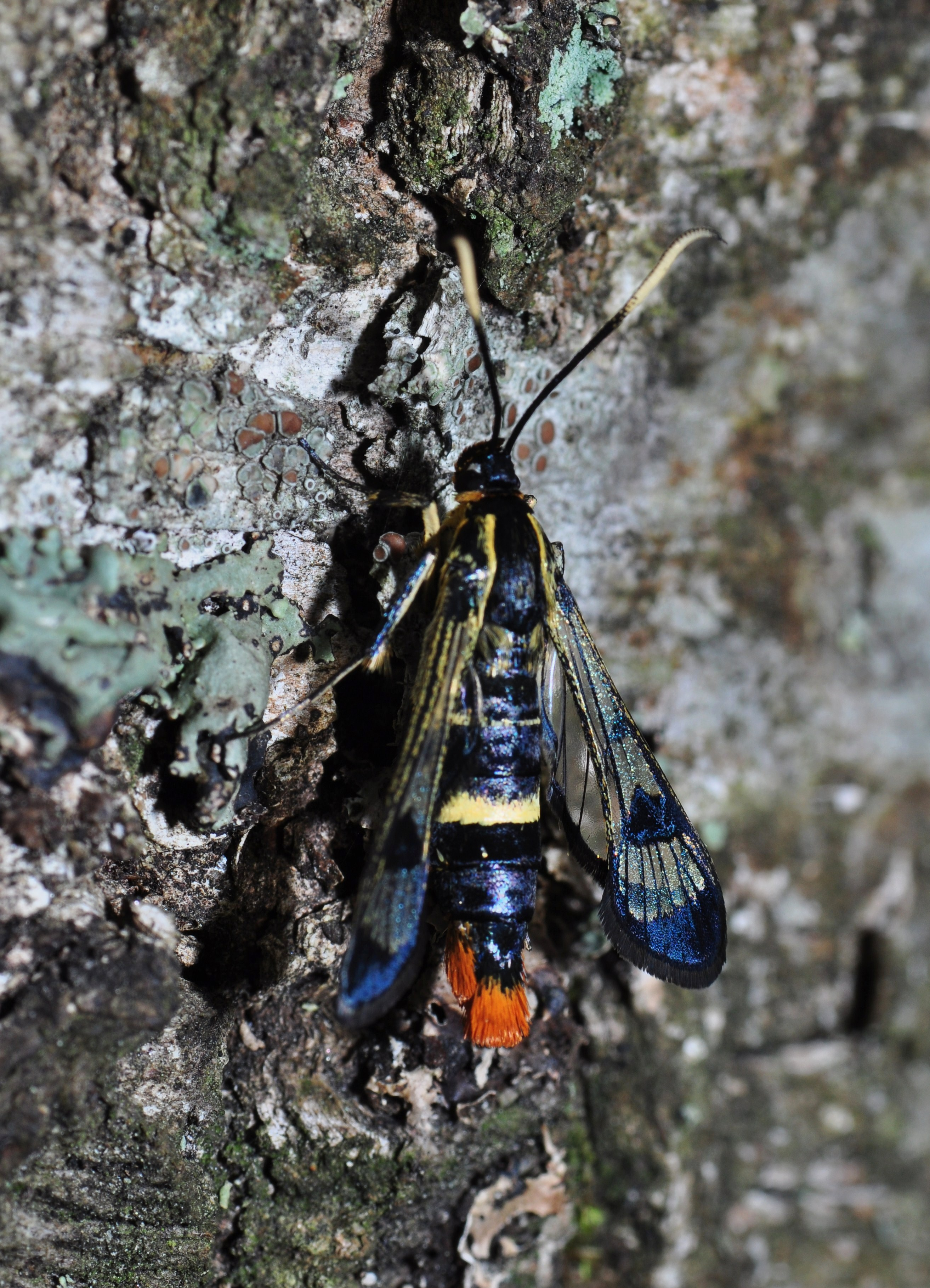
Dolkstekelsglasvinge Synanthedon scoliaeformis
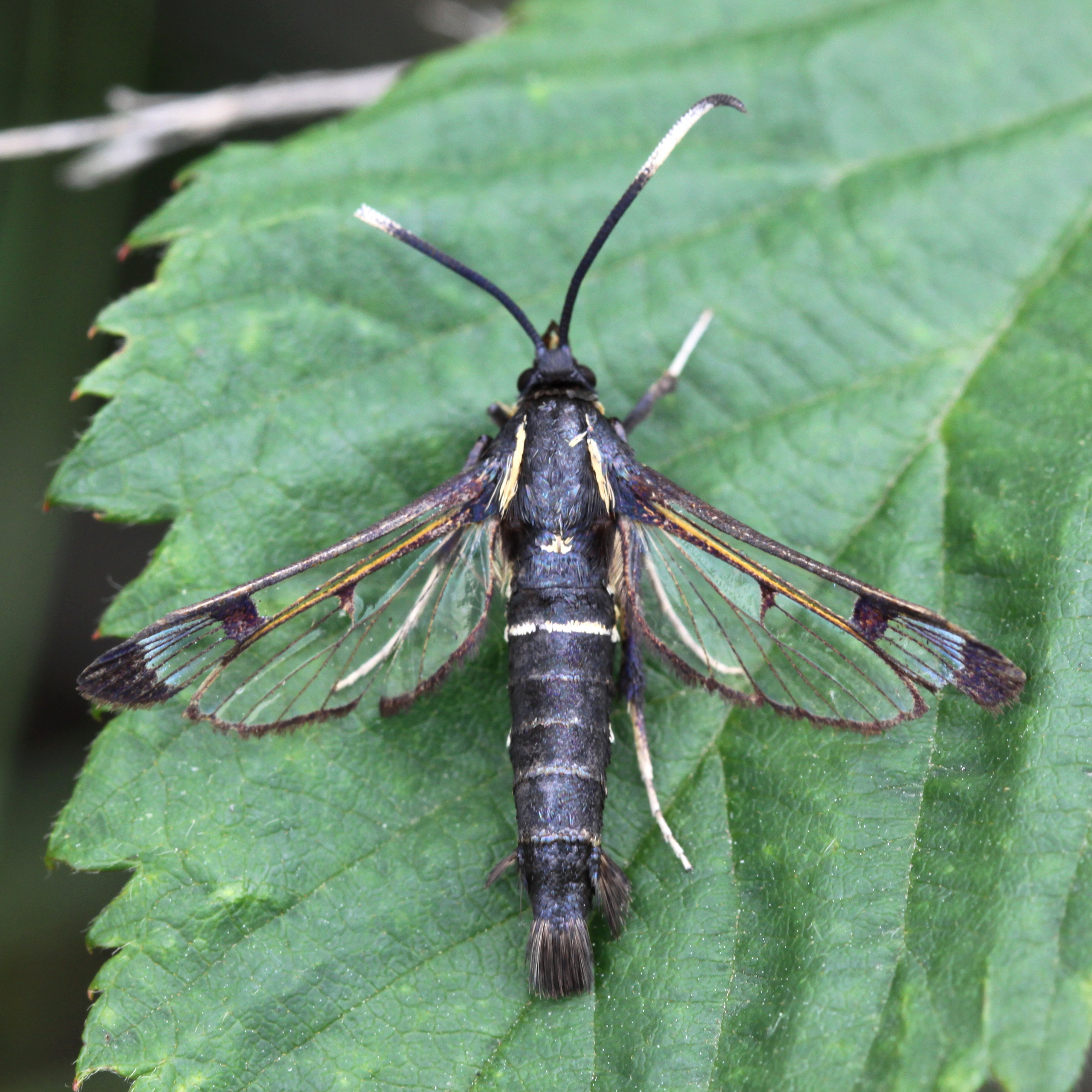
Rovstekelsglasvinge Synanthedon spheciformis
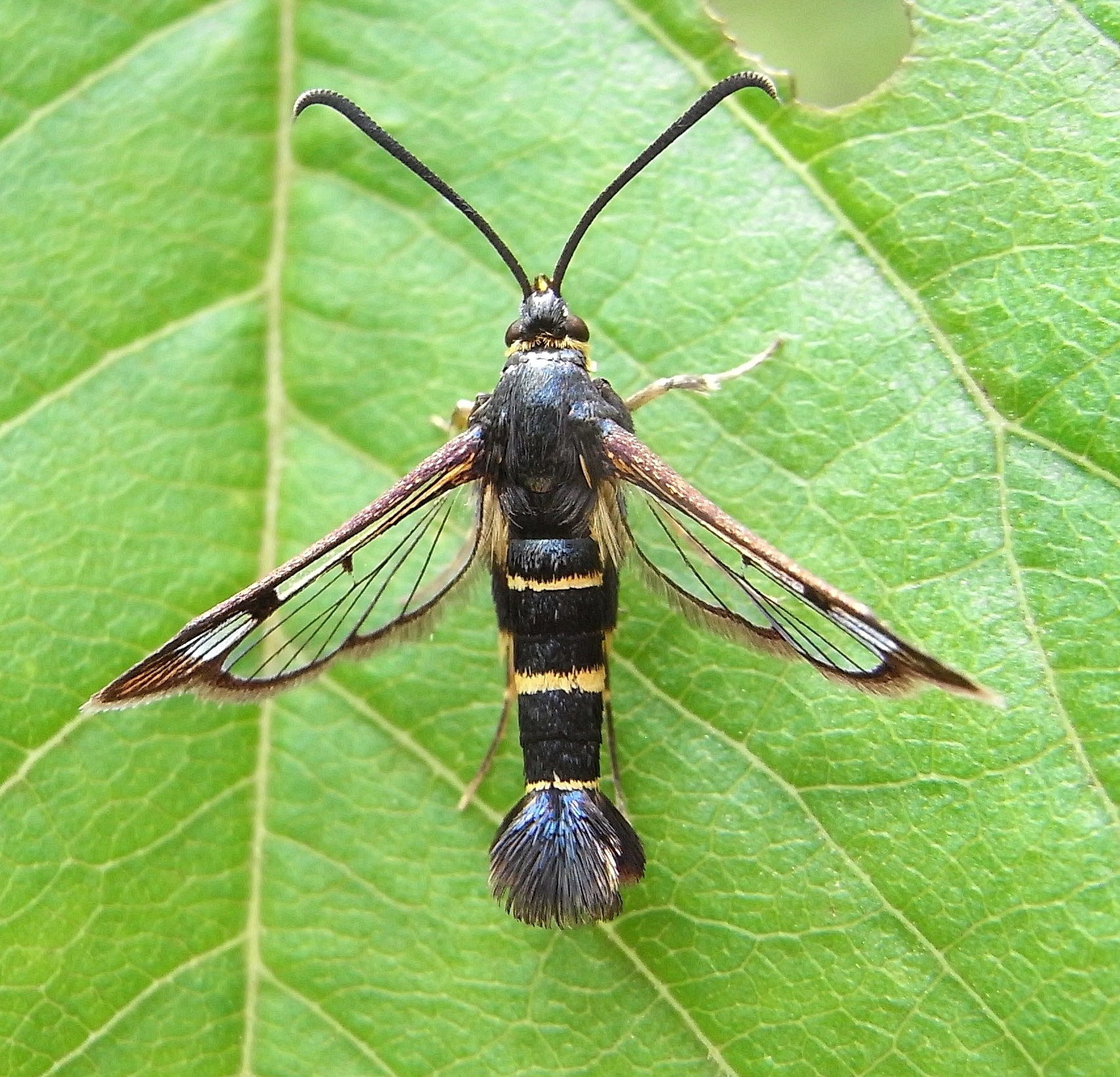
Synanthedon spuleri
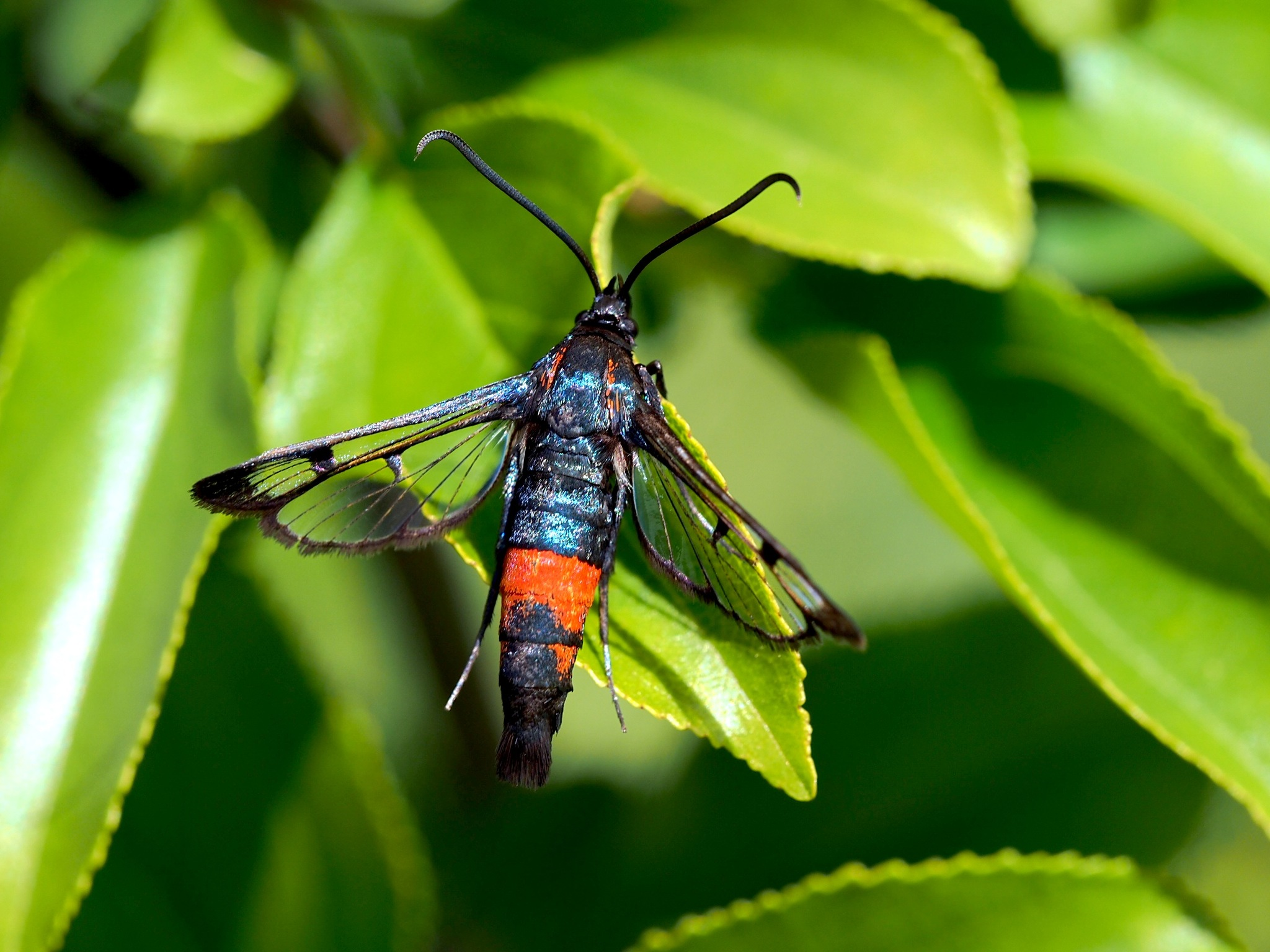
Synanthedon stomoxiformis
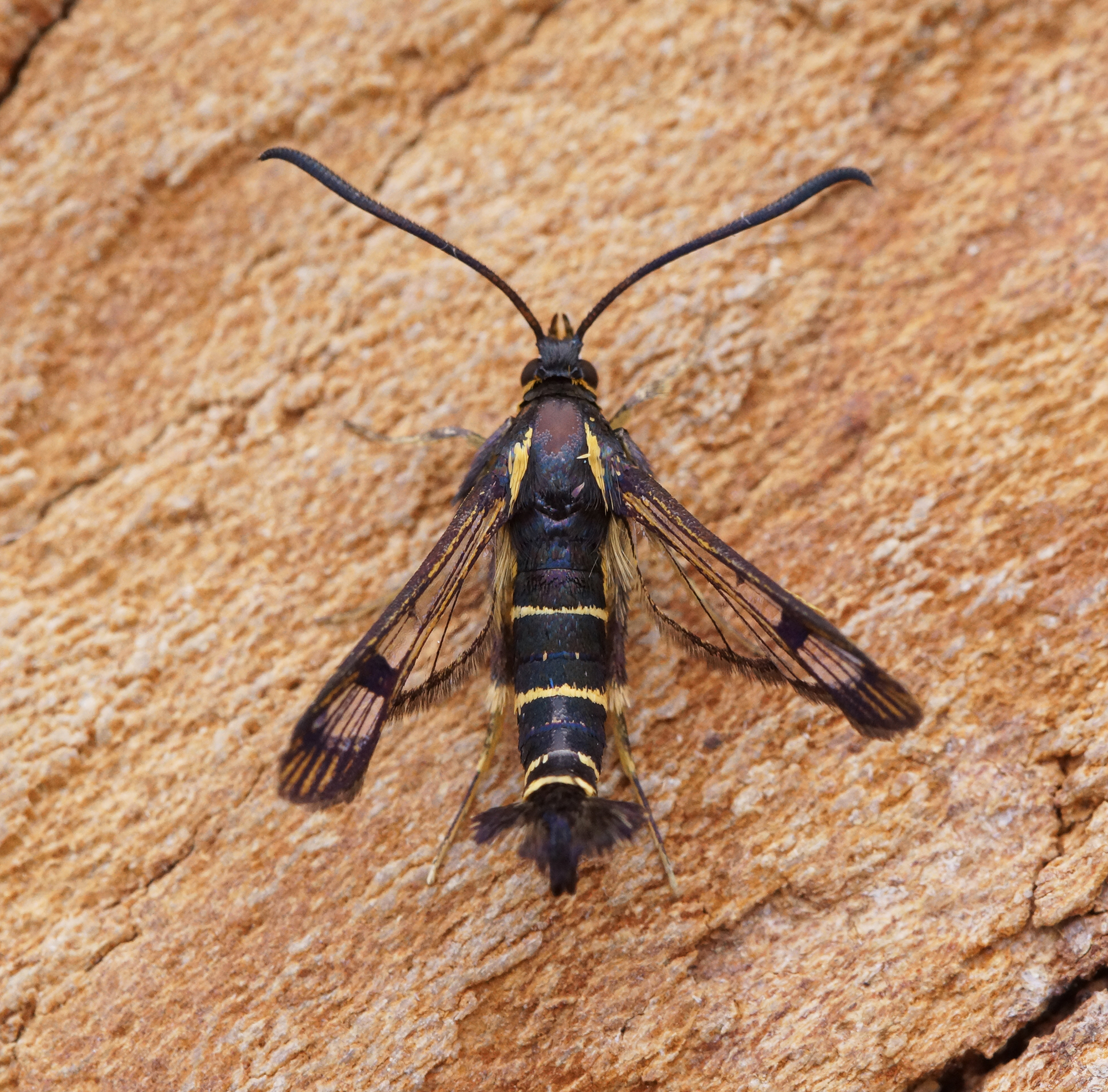
Vinbärsglasvinge, Synanthedon tipuliformis
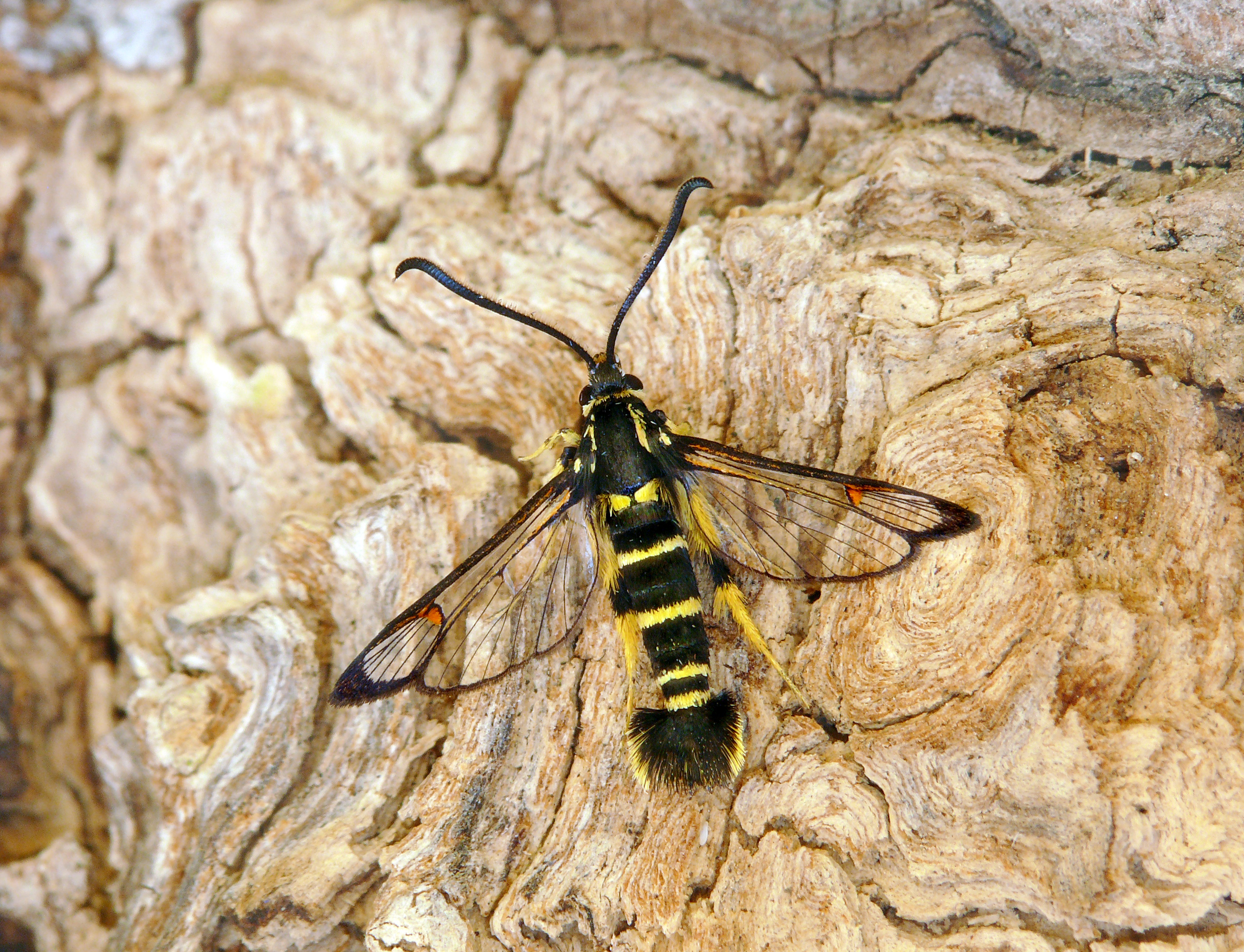
Ekglasvinge, Synanthedon vespiformis